# سارگیس آدامیان
سارگیس آدامیان (ارمنی: Սարգիս Ադամյանը؛ زادهٔ ۲۳ مهٔ ۱۹۹۳) یک بازیکن فوتبال اهل ارمنستان است.

## باشگاهی
از باشگاه‌هایی که در آن بازی کرده‌است می‌توان به باشگاه فوتبال هانزا روستوک اشاره کرد.

## تیم ملی
وی همچنین در تیم ملی فوتبال ارمنستان بازی کرده‌است. آدامیان نخستین بازی ملی خود را که یک بازی دوستانه بود در تاریخ ۱۰ سپتامبر ۲۰۱۳ در مقابل دانمارک انجام داده‌است.